# Adelaide Tosi
Adelaide Tosi (Cassano d'Adda, Milà, 20 de maig de 1800 - Nàpols, 15 de març de 1859) fou una soprano italiana.

## Biografia[2]
Adelaide Tosi va estudiar amb Girolamo Crescentini. Més tard va debutar professionalment a Milà en 1821. Va tenir un important èxit arran de l'estrena de L'esule di Granata de Giacomo Meyerbeer à La Scala de Milà, el 12 de març de 1822, on ella feia el paper d'Azema. Va ser considerada com una de les més importants cantants de la seva època, estrenant obres de Bellini i Donizetti.
Vincenzo Bellini va escriure per ella el paper de Bianca de Bianca e Gernando, però la soprano no la va poder estrenar, sent substituïda per Henriette Méric-Lalande a la seva estrena al Teatro San Carlo de Nàpols, el 30 de maig de 1826. Sí que va poder estrenar la segona versió de l'òpera, que es va estrenar amb el nom del protagonista canviat: Bianca e Fernando.
Es va casar amb el comte Ferdinando Lucchesi Palli (1784-1847), Cònsol General del Regne de les dues Sicílies als Estats Units d'Amèrica. Ell era un descendent de la família principesca Sanseverino i un gran coneixedor de l'art líric. El seu segon fill, el comte Eduardo Febo Achille Lucchesi Palli, és conegut per haver llegat la Biblioteca Lucchesi Palli, els fons de la qual es conserven actualment a la Biblioteca Nacional Vittorio Emanuele III de Nàpols, constituït bàsicament por obres dramàtiques i per un arxiu musical.

## Rols i escenaris
(Les dates fan referència a l'estrena de l'obra):
- Azema, a L'esule di Granata de Giacomo Meyerbeer a La Scala, estrenada el 12 de març de 1822.
- Argelia, a L'esule di Roma, melodrama heroic en 2 actes de Gaetano Donizetti, estrenat l'1 de gener de 1828.[8]
- Bianca, a Bianca e Fernando de Vincenzo Bellini para la cerimònia d'inauguració del Teatro Carlo Felice de Gènova, 7 d'abril de 1828.
- Pamira, a Le Siège de Corinthe de Gioachino Rossini, Real Teatro San Carlo de Nàpols, estrena el 4 d'octubre de 1828.
- Neala, a Il paria, melodrama heroic en 2 actes de Gaetano Donizetti, 1829.
- Elisabetta, Regina d'Inghilterra, a Elisabetta al castello di Kenilworth, òpera en tres actes de Gaetano Donizetti, estrenada el 6 de juliol de 1829.
- Caterina, a Caterina di Guisa de Carlo Coccia, a La Scala, estrenada el 14 de febrer de 1833.
- Betly, a Betly de Donizetti al Teatro Nuovo de Nàpols, estrenada el 21 d'agost de 1836.